# Comuna Mîșiv, Ivanîci
Mîșiv (în ucraineană Мишів) este o comună în raionul Ivanîci, regiunea Volînia, Ucraina, formată din satele Drevîni, Ivanivka, Luhove și Mîșiv (reședința).

## Demografie
Componența lingvistică a satului Mîșiv
     Ucraineană (99,31%)
     Alte limbi (0,65%)
Conform recensământului din 2001, majoritatea populației satului Mîșiv era vorbitoare de ucraineană (99,31%), existând în minoritate și vorbitori de alte limbi.